# Всеобщие выборы в Коста-Рике (2022)
Всеобщие выборы в Коста-Рике проходили 6 февраля (парламентские выборы и 1-й тур президентских выборов) и 3 апреля (2-й тур президентских выборов) 2022 года. На них избирались президент Коста-Рики, два вице-президента и 57 депутатов Законодательного собрания Коста-Рики. Ни один из кандидатов в президенты не набрал по крайней мере 40 % голосов для победы в первом туре, был проведён второй тур выборов между двумя кандидатами, набравшими наибольшее количество голосов. Это 18-е выборы в стране с момента вступления в силу действующей Конституции.

## Предвыборная обстановка
На предыдущих выборах в 2018 году в третий раз в истории страны был проведён второй тур президентских выборов, когда ни одна политическая партия не набрала 40 % голосов. Двумя кандидатами, пользующимися наибольшей поддержкой, оказались депутат, журналист, проповедник и певец христианской музыки Фабрисио Альварадо Муньос от консервативной Партии национального возрождения и бывший министр труда, журналист и писатель Карлос Альварадо Кесада от правящей Партии гражданского действия. Выборы были отмечены социальными и религиозными проблемами, включая такие вопросы, как однополые браки, светское государство и половое воспитание. Карлос Альварадо стал победителем во 2-м туре с большим отрывом, получив более 60 % голосов.
Конституция Коста-Рики не позволяет действующему президенту Республики занимать пост два раза подряд, поэтому президент Карлос Альварадо Кесада не может баллотироваться в 2022 году. Также по закону министры правительства и директора или менеджеры автономных учреждений должны уйти в отставку за двенадцать месяцев до проведения выборов, если они хотят претендовать на пост президента или вице-президента.

## Предвыборная кампания
Основные проблемы, которые беспокоили избирателей, включали высокий уровень безработицы (почти 20 %), рост стоимости жизни, коррупцию и, в меньшей степени, иммиграцию из Гаити. Партия гражданского действия, находившаяся у власти с 2014 года, потеряла популярность и погрязла во внутренних разногласиях, поэтому её кандидат Велмер Рамос имел очень низкие шансы на избрание.
Консерватор Фабрисио Альварадо Муньос вновь баллотировался от Партии национального возрождения. При поддержке консервативных евангелистов он сосредоточил свою кампанию на социальных проблемах, осуждая «гендерную идеологию» в образовании и предполагаемые нарушения религиозных свобод. Он обещал не повышать налоги и пытался извлечь выгоду из недовольства некоторых костариканцев традиционными политическими партиями, которые считаются коррумпированными.
Хосе Мария Фигерес Ольсен, сын президента Хосе Фигереса Феррера и кандидат от Партии национального освобождения, был президентом в 1994—1998 годах. Будучи президентом, он отменил программы социального обеспечения. В этот раз он обещал экономические реформы, в том числе пенсионную реформу, чтобы сократить дефицит и безработицу. Также предлагал поощрять нефтяную промышленность. Однако его позиции ослабляло дело о коррупции, возбужденное в 2004 году.
Линет Саборио, поддерживаемая правой Партией социал-христианского единства, была вице-президентом Коста-Рики с 2002 по 2006 год при президенте Абеле де ла Эсприэлья. Её предложения включали снижение налогов и защиту соглашения с Международным валютным фондом (МВФ), подписанного правительством.
Хосе Мария Вильяльта представлял левую коалицию Широкий фронт. Его программа была сфокусирована на борьбе с изменением климата, правах рабочих и социальных программах. Он выступал за налоговую реформу, резкое увеличение социальных расходов, укрепление трудовых прав, энергетический переход и защиту прав ЛГБТК. Он подвергся резким нападкам за поддержку Никарагуа и Венесуэлы. Пользовался имиджем лично честного человека, в то время как скандалы затронули многих политических деятелей страны.
Центрист Родриго Чавес Роблес фокусировал внимание на стремлении избегать крайне левых и крайне правых крайностей по отношению к другим кандидатам. Он оказался блестящим полемистом, вчистую выигрывая все дебаты между кандидатами и обвиняя своих соперников в нечестном ведении кампаний. Против него работало обвинение в сексуальных домогательствах, из-за которых он ушел из Всемирного банка за несколько дней до вступления в должность в министерстве финансов Коста-Рики.
Опросы показывали превышающее обычное число неопределившихся со своими предпочтениями (50-60 % избирателей)

## Результаты

### Парламентские выборы
|                                       |                                                  |           |       |       |       |
| Партия                                | Партия                                           | Голоса    | %     | Места | +/-   |
|                                       | Партия национального освобождения                | 355 411   | 24,45 | 19    | -     |
|                                       | Партия социал-христианского единства             | 163 339   | 11,24 | 10    | -     |
|                                       | Социал-демократическая прогрессивная партия      | 212 564   | 14,62 | 9     | новая |
|                                       | Новая республиканская партия                     | 144 481   | 9,94  | 7     | -     |
|                                       | Либерально-прогрессивная партия                  | 126 305   | 8,69  | 6     | -     |
|                                       | Широкий фронт                                    | 116 907   | 8,04  | 6     | -     |
|                                       | Партия гражданского действия                     | 30 878    | 2,12  | 0     | -10   |
|                                       | Партия национального возрождения                 | 29 329    | 2,02  | 0     | -14   |
|                                       | Партия нового поколения                          | 26 700    | 1,84  | 0     | 0     |
|                                       | Социал-христианская республиканская партия       | 21 304    | 1,47  | 0     | -2    |
|                                       | Доступ без исключения                            | 21 146    | 1,45  | 0     | 0     |
|                                       | Национальная сила                                | 16 887    | 1,16  | 0     | новая |
|                                       | Справедливая Коста-Рика                          | 16 727    | 1,15  | 0     | новая |
|                                       | Партия либерального союза                        | 16 675    | 1,15  | 0     | новая |
|                                       | Партия национальной интеграции                   | 15 064    | 1,04  | 0     | -4    |
|                                       | Объединённые мы можем!                           | 14 962    | 1,03  | 0     | новая |
|                                       | Христианско-демократический альянс               | 13 351    | 0,92  | 0     | 0     |
|                                       | Коста-Риканская партия социальной справедливости | 12 649    | 0,87  | 0     | новая |
|                                       | Либертарианское движение                         | 9 564     | 0,66  | 0     | 0     |
|                                       | Коста-Риканское социал-демократическое движение  | 8 054     | 0,55  | 0     | новая |
|                                       | Национальная встреча                             | 7 441     | 0,51  | 0     | новая |
|                                       | Партия союза Гуанакасте                          | 6 391     | 0,44  | 0     | 0     |
|                                       | Партия нашего народа                             | 6 001     | 0,41  | 0     | новая |
|                                       | Партия возвращённых ценностей                    | 5 916     | 0,41  | 0     | 0     |
|                                       | Объединённый народ                               | 4 627     | 0,32  | 0     | новая |
|                                       | Рабочая партия                                   | 3 835     | 0,26  | 0     | 0     |
|                                       | Коста-Риканский демократический союз             | 3 815     | 0,26  | 0     | новая |
|                                       | Вамос                                            | 3 677     | 0,25  | 0     | 0     |
|                                       | Сомос                                            | 2 866     | 0,20  | 0     | новая |
|                                       | Партия обновления Картаго                        | 1 853     | 0,13  | 0     | новая |
|                                       | Новая социалистическая партия Сан-Хосе           | 1 238     | 0,09  | 0     | 0     |
|                                       | Коста-Риканская антикоррупционная партия         | 1 223     | 0,08  | 0     | новая |
|                                       | Давайте действовать                              | 1 070     | 0,07  | 0     | 0     |
|                                       | Единые за Коста-Рику                             | 776       | 0,05  | 0     | новая |
|                                       | Новая социалистическая партия Картаго            | 669       | 0,05  | 0     | новая |
|                                       | Коста-Риканская левая партия                     | 280       | 0,02  | 0     | новая |
| Недействительных/пустых бюллетеней    | Недействительных/пустых бюллетеней               | 29 579    | -     | -     | -     |
| Всего                                 | Всего                                            | 1 483 138 | 100   | 57    | 0     |
| Зарегистрированных избирателей / Явка | Зарегистрированных избирателей / Явка            | -         | -     | -     | -     |
| Источники: TSE                        |                                                  |           |       |       |       |